# نی حور
نی حور یا نِهِب (حدود ۳۲۰۰ پیش از میلاد) نام فرعونی احتمالی در دوره پیش‌دودمانی مصر باستان بود. به گفته ورنر کایزر، مصرشناس، نام او به معنای «شکارچی» است. او ممکن است در قرن ۳۱ پیش از میلاد حکومت کرده باشد. پادشاهی او در نخن، که بعدها با نام هیرکانوپولیس شناخته شد، بنیان گذاشته شد. او مانند پیشینیان خود ممکن است یا یک پادشاه اسطوره‌ای، و یا یک شخصیت خیالی باشد. اگرچه این تفسیر بحث‌برانگیز است، اما اعتقاد بر این است که نام حورس او «HḤr-nj / HḤr-nw» است که به معنی «او متعلق به حورس / شکارچی حورس است» می‌باشد.